# Manpo
Manp'o är en stad i Chagang i Nordkorea. Den är belägen vid Yalufloden (på koreanska Amnok) vid gränsen mot Kina, där staden Ji'an ligger på den kinesiska sidan. Staden hade 116 760 invånare vid folkräkningen 2008, varav 82 631 invånare bodde i själva centralorten. Medeltemperaturen i januari ligger på -14,4 °C medan temperaturen ligger på 23,6 °C i juli.